# Karl Haidinger

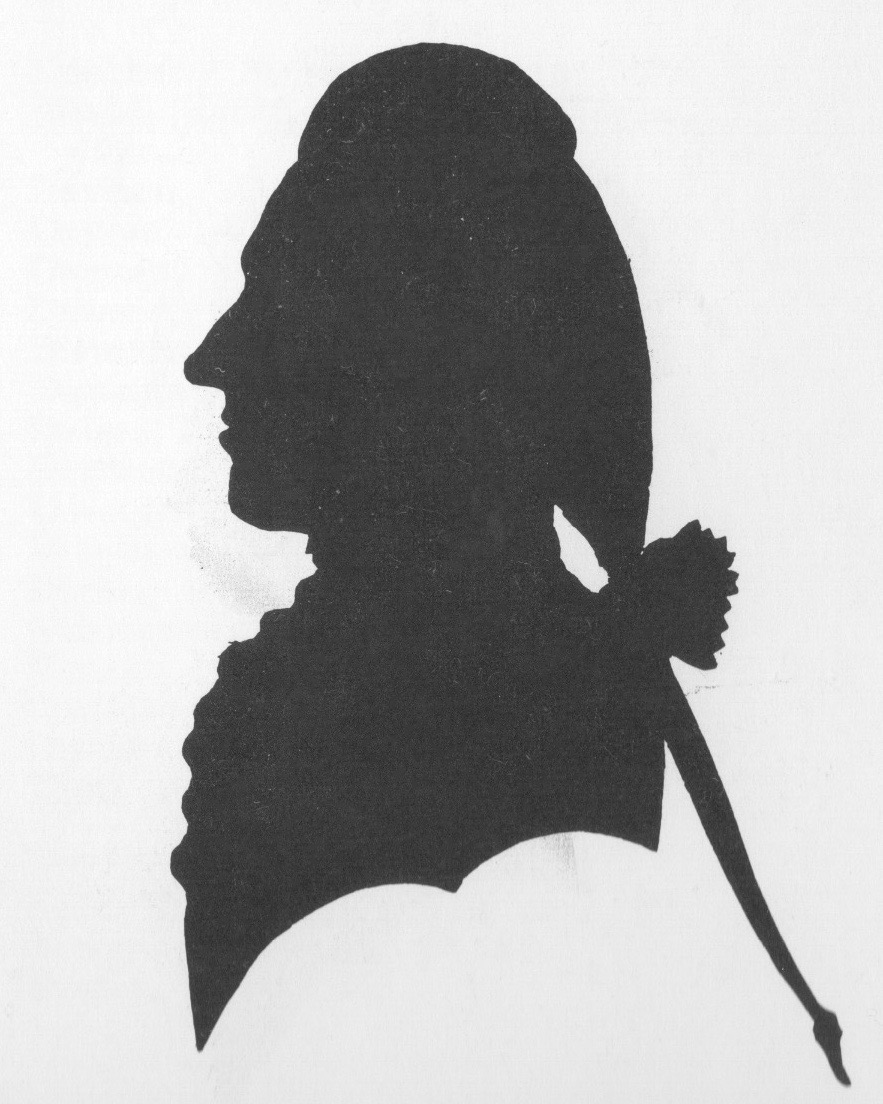
Bernhard Albrecht Moll: Karl Haidinger, 1783.

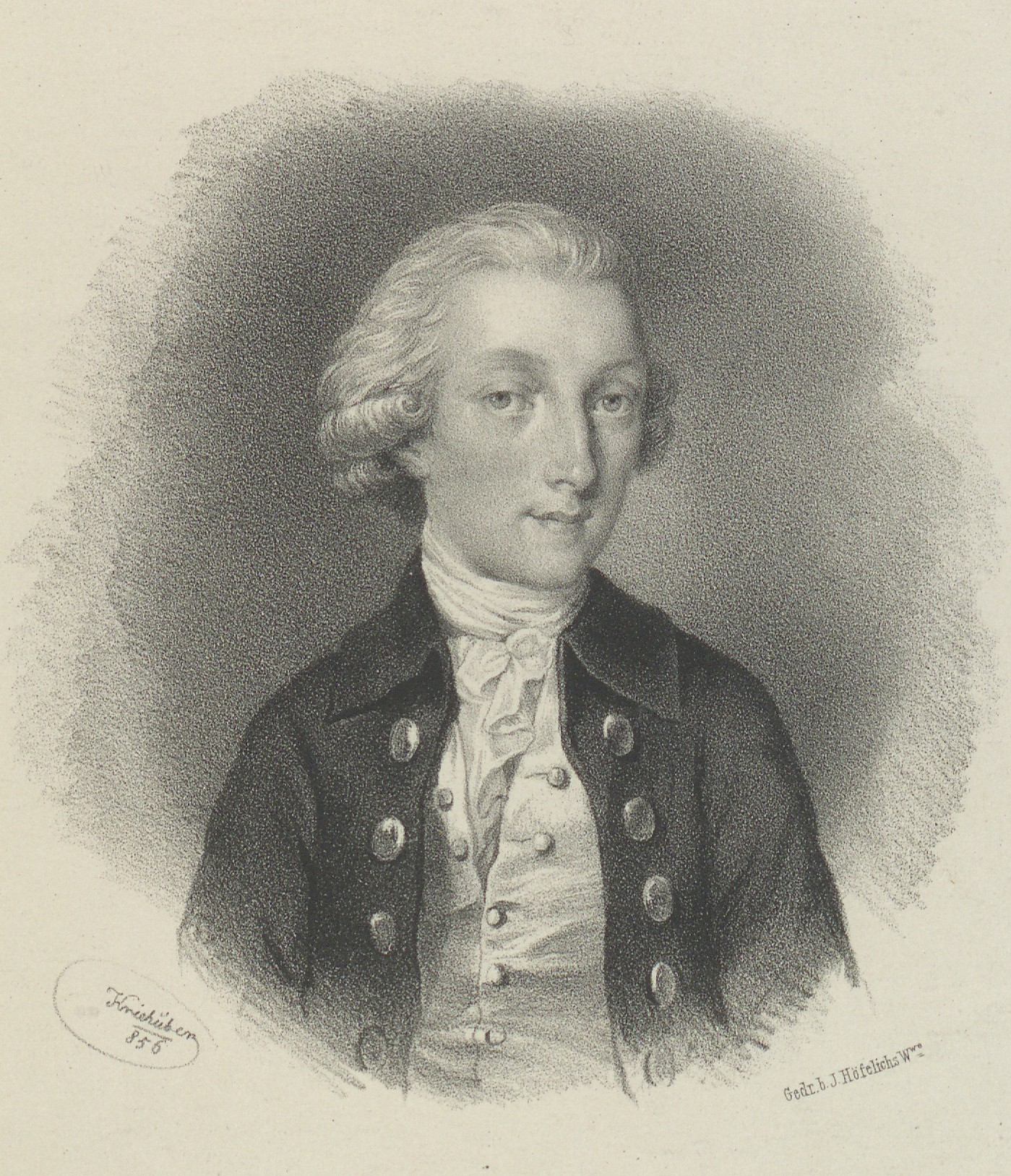
Karl Haidinger, 1856.

Karl Maria Haidinger (* 10. Juli 1756 in Wien; † 16. März 1797 ebendort) war ein österreichischer Mineraloge und Montanwissenschaftler.

## Leben und Werk
Haidinger war der Sohn eines Aufsehers am großen Armenhof in Wien. Er studierte Mathematik und Astronomie.

### Adjunkt am Naturalienkabinett

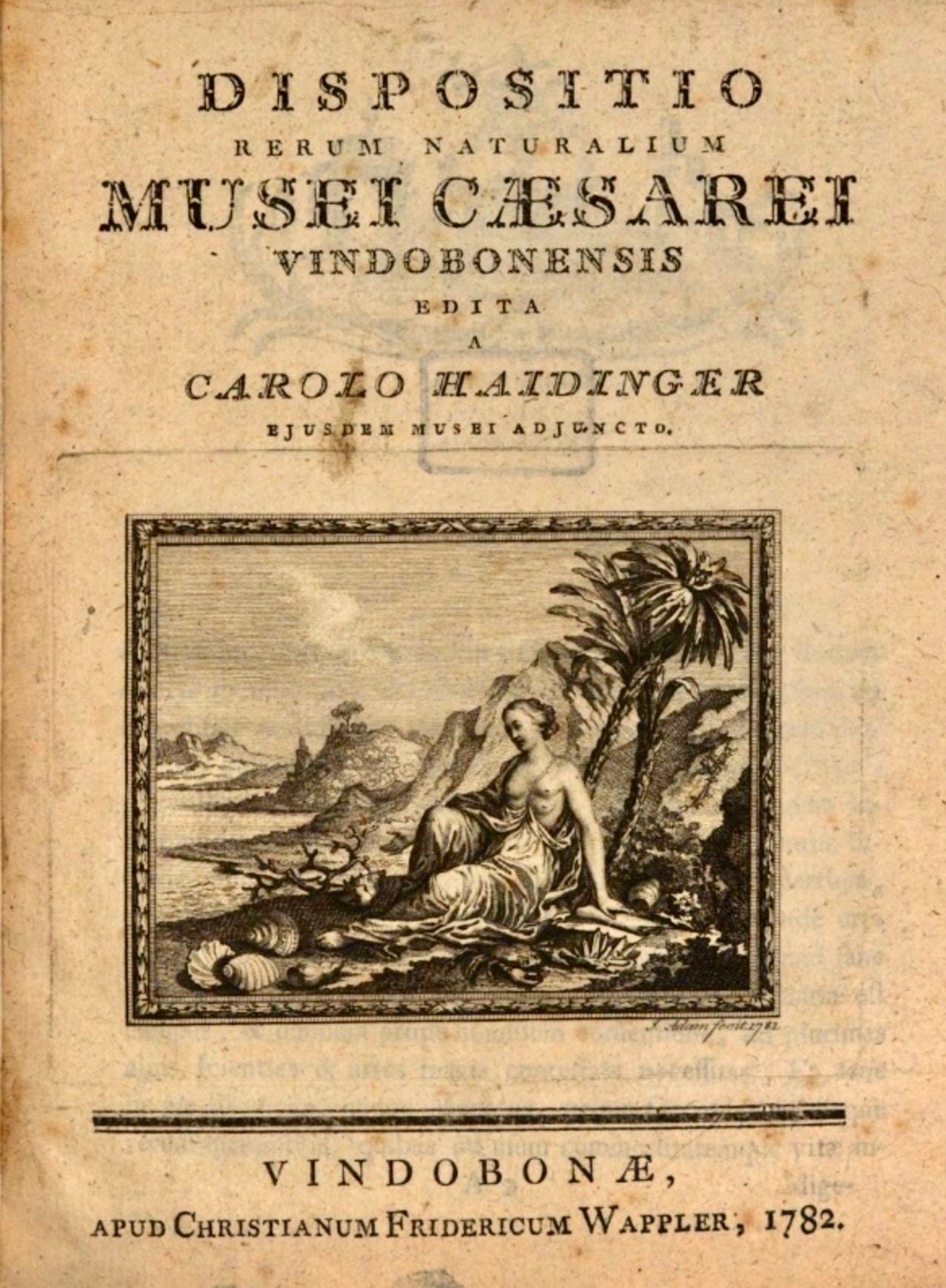
Titelseite von Haidingers Erstlingswerk mit Vignette von Jakob Adam, 1782.

1780 wurde er Adjunkt am kaiserlichen Naturalienkabinett, das vom Mineralogen Ignaz von Born (1742–1791) geleitet wurde. Auch trat er der Freimaurerloge Zur wahren Eintracht bei, deren Meister vom Stuhl Born war. 1782 veröffentlichte er eine Übersicht über die Einteilung der k. k. Naturaliensammlung. Im selben Jahr erhielt er Gelegenheit, an einer von Kaiser Joseph II. finanzierten Expedition in andere Erdteile teilzunehmen, verzichtete aber darauf, als Born den Botaniker Franz Joseph Märter zu deren Leiter bestimmte.

### Einteilung der Gebirgsarten

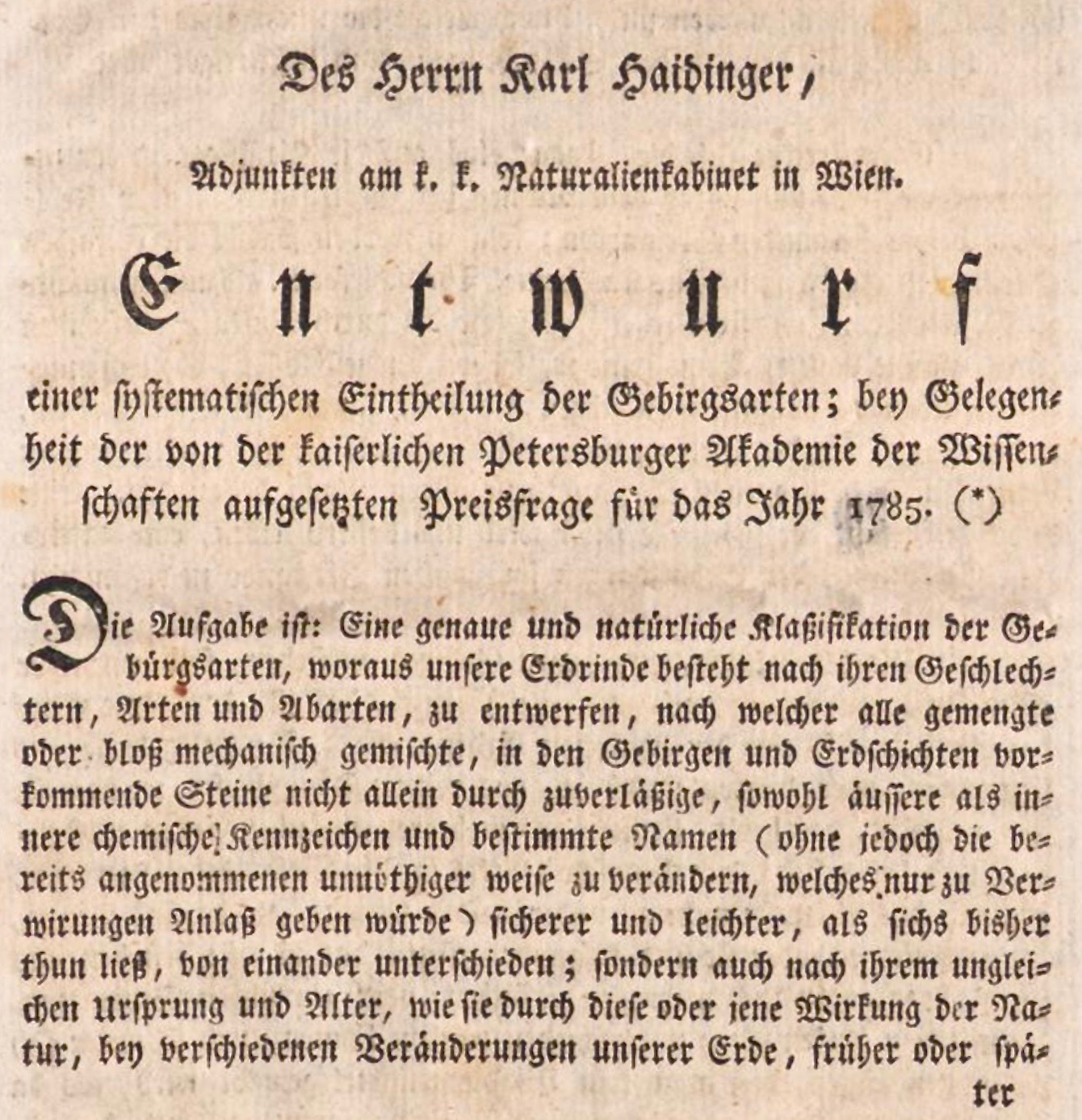
Anfang der Erstausgabe von Haidingers Eintheilung der Gebirgsarten, 1786.

1785 veröffentlichte Haidinger ein Verzeichnis der Salz- und Steinarten im Salzbergwerk Wieliczka in Galizien (heute Polen). Gleichzeitig erhielt er für seinen Entwurf einer systematischen Eintheilung der Gebirgsarten einen Preis der kaiserlichen Petersburger Akademie der Wissenschaften. Obwohl Abraham Gottlob Werner (1749–1817) in Freiberg Haidingers Schrift kannte, als er 1786 seine erste Klassifikation der Gebirgsarten veröffentlichte, sollen sich die beiden nicht beeinflusst haben.

### Einführung des Amalgamverfahrens
Im selben Jahr 1785 war Haidinger in Schemnitz (Banská Štiavnica) in Niederungarn (heute Slowakei) an der Einführung des von Born entwickelten Amalgamverfahrens zur Extraktion von Gold und Silber aus Erzen beteiligt. 1786 führte er dieses im benachbarten Glashütte (Sklené Teplice) und in Joachimsthal (Jáchymov) in Westböhmen ein. Er war Mitglied der 1786 in Glashütte gegründeten internationalen Societät der Bergbaukunde. 1788 erfolgte seine Ernennung zum Bergrat und Professor der Mathematik und Mechanik an der Bergakademie Schemnitz.

### Wirtschaftspion in Großbritannien

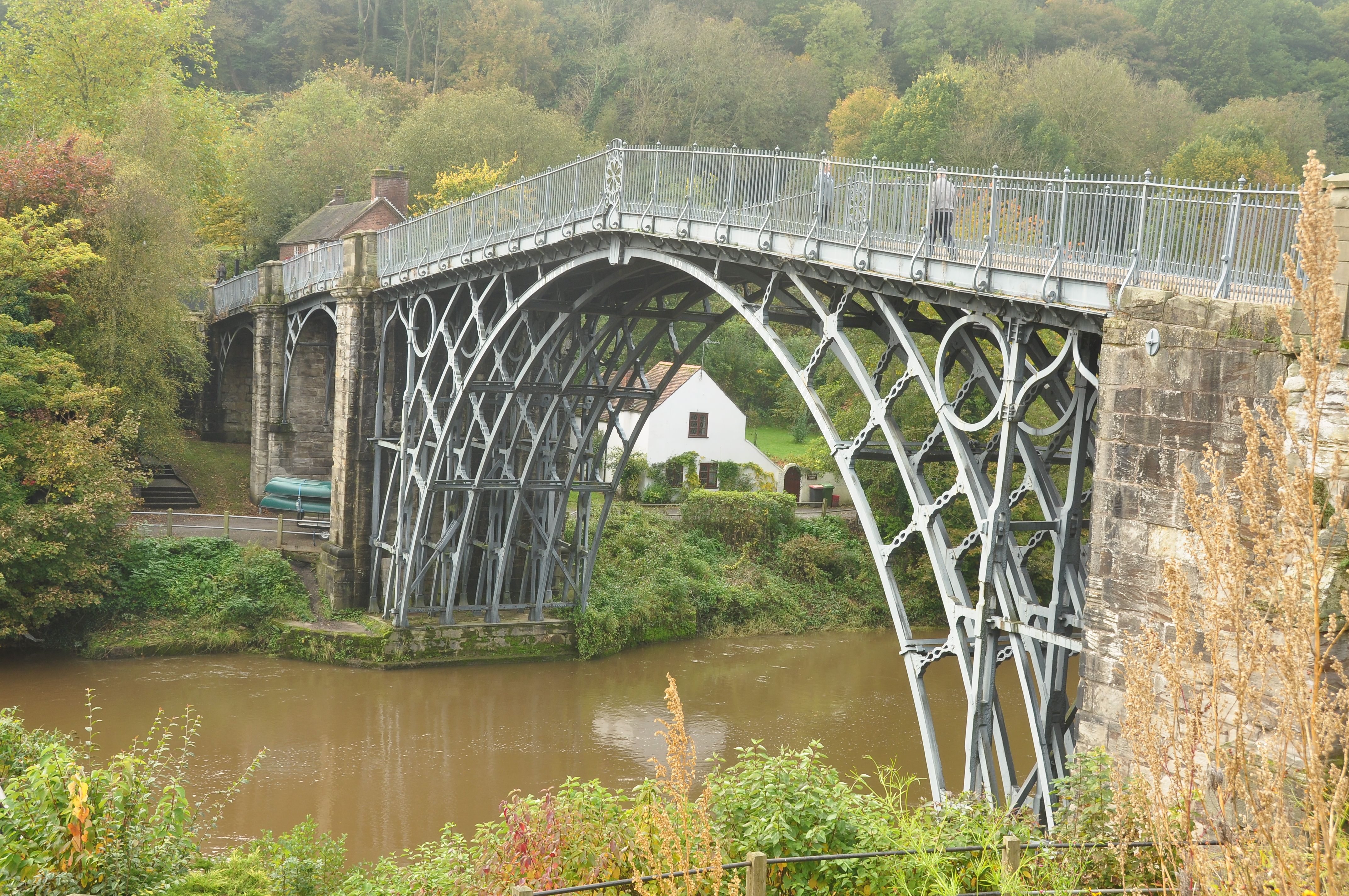
Von Haidinger bewundert: die 1779 errichtete Iron Bridge bei Coalbrookdale.

Ab 1790 war Haidinger wieder in Wien tätig als Referent bei der Hofkammer in Münz- und Bergwesen. 1793 wurde er Mitglied der Leopoldina. Um Gewinnung und Verwendung der Steinkohle zu studieren, wurde er 1795 mit vier Begleitern nach Großbritannien entsandt. In lesenswerten Briefen gab er seinem Staunen darüber Ausdruck, wie weit dort die Maschine schon das Handwerk abgelöst hatte. Bei Boulton & Watt in Birmingham bewunderte er eine Anlage, die in zwölf Stunden 350 000 Münzen von perfekter Qualität prägen konnte, bei Coalbrookdale die 1779 errichtete erste Eisenbrücke der Welt.
Kurz nach dieser siebenmonatigen Mission als Wirtschaftsspion starb Haidinger mit nur 40 Jahren. Wie bei Born, der 49 Jahre alt wurde, könnte auch bei ihm die Verwendung von Quecksilber beim Amalgamverfahren zum frühen Tod beigetragen haben. Sein Grab befindet sich auf dem Währinger Friedhof.

## Nachkommen
Zwei der vier Söhne aus Haidingers Ehe mit der Regierungsratstochter Josepha Schwab, Eugen (1790–1861) und Rudolf (1792–1866), gründeten 1811 die Porzellanfabrik Gebrüder Haidinger in Elbogen in Westböhmen. Deren Leitung übernahm nach mehrjährigen Auslandsaufenthalten 1827 der jüngste Sohn Wilhelm (1795–1871). 1840 wurde er als Bergrat nach Wien berufen, 1849 zum Direktor der neu gegründeten Geologischen Reichsanstalt (heute Geologische Bundesanstalt) ernannt. Haidingers einzige Tochter Sidonia (1797–1843) heiratete Ferdinand von Thinnfeld, der 1848–1853 Minister für Landeskultur und Bergwesen war.

## Schriften
- Dispositio rerum naturalium Musei Cæsarii Vindobonensis edita a Carolo Haidinger ejusdem musei adjuncto. Christianus Fridericus Wappler, Vindobonae 1782 (Digitalisat); deutsche Ausgabe: Eintheilung der kaiserl. königl. Naturaliensammlung zu Wien. Herausgegeben von Karl Haidinger, Adjunkten am k. k. Naturalienkabinet. Christian Friedrich Wappler, Wien 1782 (Digitalisat).
- Beschreibung einer seltenen Versteinerung aus dem Geschlechte der Gienmuscheln(,) von Karl Haidinger, Adjunkten am k. k. Naturalienkabinete. In: Ignaz Edler von Born (Hrsg.): Physikalische Arbeiten der einträchtigen Freunde in Wien. 1. Jahrgang, 1785, 3. Quartal, S. 87–89 (Digitalisat).
- Verzeichniß aller in dem Wieliczkaer Salzwerkern, im Königreich Galizien einbrechenden Salz- und Steinarten. Von Karl Haidinger(,) Adjunkten am k. k. Naturalienkabinete. In: Ignaz Edler von Born (Hrsg.): Physikalische Arbeiten der einträchtigen Freunde in Wien, 1. Jahrgang, 1785, 4. Quartal, S. 1–20 (Digitalisat).
- Des Herrn Karl Haidinger, Adjunkten am k. k. Naturalienkabinet in Wien(,) Entwurf einer systematischen Eintheilung der Gebirgsarten; bey Gelegenheit der von der kaiserlichen Petersburger Akademie der Wissenschaften ausgesetzten Preisfrage für das Jahr 1785. In Ignaz Edler von Born (Hrsg.): Physikalische Arbeiten der einträchtigen Freunde in Wien, 2. Jahrgang, 1786, 2. Quartal, S. 23–104 (Digitalisat); unveränderter Separatdruck unter dem Außentitel: Systematische Eintheilung der Gebirgsarten(,) von Karl Haidinger, Adjunkten am k. k. Naturalienkabinet in Wien. (…) Christian Fridrich (sic) Wappler, Wien 1787 (Digitalisat).
- Etwas über den Durchgang der Blätter bey Fossilien, über Saphir, Rubin, und Spinell. Von dem k. k. Bergrath Karl Haidinger. In: Neuere Abhandlungen der k. Böhmischen Gesellschaft der Wissenschaften, 2. Band, J. G. Calwe, Prag 1795, S. 95–123 (Digitalisat).
- Zur Geschichte der industriellen Bestrebungen in Österreich. 1795, 31. August–1796, 7. April. Fünfzehn Briefe Karl Haidingers an den Grafen Franz v. Saurau, betr. seine Reise nach industriellen Etablissements in England, und seine Erfahrungen daselbst in Sachen von Fabriken, Manufacturen und Steinkohlengewinnung. In: Steiermärkische Geschichtsblätter (Graz), 4. Jahrgang, 1883, S. 141–168 (Digitalisat).

## Sekundärliteratur
- Ansprache des w. M. W. Haidinger bei der Übergabe eines Exemplares der Lithographie zur Erinnerung an seinen Vater Karl Haidinger. In: Sitzungsberichte der mathematisch-naturwissenschaftlichen Classe der Kaiserlichen Akademie der Wissenschaften, 21. Band, Jahrgang 1856, S. 319–322 (Digitalisat).
- Leopold Joseph Fitzinger: Geschichte des kais. kön. Hof-Naturalien-Cabinetes (1. Abtheilung). In: Sitzungsberichte der mathematisch-naturwissenschaftlichen Classe der Kaiserlichen Akademie der Wissenschaften, 21. Band, Jahrgang 1856, S. 433–479, hier: S. 449 ff. (Digitalisat).
- Constantin von Wurzbach: Haidinger, Karl. In: Biographisches Lexikon des Kaiserthums Oesterreich. 7. Theil. Kaiserlich-königliche Hof- und Staatsdruckerei, Wien 1861, S. 206–208 (Digitalisat).
- Carl Wilhelm von Gümbel: Haidinger, Carl. In: Allgemeine Deutsche Biographie (ADB). Band 10, Duncker & Humblot, Leipzig 1879, S. 380 f.
- Helmut W. Flügel: Carl Maria Haidingers und Abraham Gottlob Werners „Klassifikationen“ der „Gebirgsarten“ von 1787. In: Jahrbuch der Geologischen Bundesanstalt. Band 143, Heft 4, Wien Dezember 2003, S. 535–541 (zobodat.at [PDF]).